# 石川祐奈
石川 祐奈（いしかわ ゆうな、1997年6月9日 - ）は、日本のAV女優。ティーパワーズ所属。

## 略歴・人物
2017年11月にAVデビュー。18歳からデリバリーヘルスで勤務。兼業していることを公言している。
魅力を感じるのは自分と違う感覚を持つ変な人。血液型はB型やAB型の人物が多かったという。
2023年5月22日週FANZA動画フロアランキングにて、出演した『BAZOOKA 冬の大感謝セール コスパ最強ノーカットベスト爆乳限定2749分』（BAZOOKA）が1位を記録。

## 出演作品

### アダルトDVD
- 都内のトレーニングジムで働く乳輪が綺麗な巨乳アルバイトちゃん 筋肉もおっぱいも性感帯も発育させたいから彼氏を説得してAVデビュー!!（11月25日、MOODYZ）

- 正直教えたくないほどの超プレミア映像をE-BODYが入手! 美容院で働くオシャレ可愛い巨乳アシスタント(21才)がイケメン美容師にヤリ捨てポイされる盗撮映像!!（2月1日、E-BODY）※「ひとみ」名義
- 発掘!家出娘 【個撮】 噂の神待ちアプリで見つけた隠れ巨乳の激カワ美少女さえちゃん(仮) 泊まる場所を面倒みてあげたらお返しに生ハメ生中出ししまくった騙し撮りヤバ映像! 2人目。（2月7日、kawaii*）※「さえ」名義
- Ecup巨乳&あどけない笑顔が眩しすぎる神待ち少女 超敏感でエッチ大好きだったのでAV出演交渉（2月7日、乱丸）※「さつき(仮)」名義
- 下半身タッチNGのセクキャバで体験入店の女子ばかりを言葉巧みにオトし本番中出しする悪徳客の実態を捉えた! 5（3月1日、変態紳士倶楽部）
- オイルボイン 競泳水着ぬるぬるエッチ（3月9日、クリスタル映像）
- 接吻乳首責めレズビアン 〜女講師の卑猥なレズキスニップル調教〜（3月13日、Fitch）
- マジックミラー号 田舎からやってきた修学旅行生10名 未成年には過激な保健体育の特別講義でキツキツおま○こに挿入! 汚れなき10代乙女の顔に精子をダラっと発射! 2 10人中10人挿入成功!（3月21日、SODクリエイト）※「ゆりこ」名義
- 向かい部屋の人妻（3月25日、マドンナ）
- 巨乳水着ギャルばかりを狙う 海の家ナンパエステ 10（4月1日、変態紳士倶楽部）
- 姉犯日記（4月5日、グローリークエスト）※「ゆうな」名義
- 「そこの巨乳お姉さん!童貞クンに正しいおっぱいの触り方を教えてくれませんか?」 心優しいお姉さんが親身に教えるパイ揉みレクチャー!だけのはずがウブな勃起チ○ポに心打たれ童貞喪失筆おろしセックス!までしてくれました。（4月7日、ナンパJAPAN）
- 素人娘は射精(だ)しても射精(だ)ても止めてあげない! 知人男性のチ○ポを素手・お口で連続ザーメン発射! 3 恋人以外の男女限定 12名 恥ずかしいけどもっと射精(だ)して! Hな手コキ・フェラで2人同時責め大増量SP（4月12日、SODクリエイト）
- 壁!机!椅子!から飛び出る生チ○ポが人気の進学校 『都立しゃぶりながら高校』 卒業 〜my graduation〜 feat.戸田真琴（4月12日、SODクリエイト）
- 痴女っ娘No.1決定戦 M男くんいじりグランプリ（4月12日、SODクリエイト）
- 石川祐奈の初めてのソープしちゃうぞ♥（5月4日、クリスタル映像）
- 人妻ナンパ自宅中出し×PRESTIGE PREMIUM 14 欲求不満な人妻4名in中目黒・新宿区・世田谷区・港区（5月4日、プレステージ）
- 石和温泉で見つけた卒業旅行中の美巨乳女子学生のお嬢さん タオル一枚 男湯入ってみませんか+過激すぎて未公開だった(秘)映像を一挙大公開（5月10日、SODクリエイト）※「ゆな」名義
- 「看護師さんのリアル性体験を聞きながら勃起チ○ポを見せつけたら欲求不満のカラダに火がついてヤられた」 VOL.1（5月10日、DANDY）
- 本当にあった濡れる話 〜いけない関係編〜（5月10日、GIRL'S CH）
- 軟派即日セックス Yさん(20歳) 携帯アプリの開発会社勤務（5月11日、S級素人）※「Yさん」名義
- ガチナンパ! 八王子産直!イっても止めない抜かずの奥突き 鬼ピストン（5月15日、ピーターズ）
- 結婚式の二次会帰りのアラサー女を自宅に連れ込んで隠し撮り!!!（5月24日、F&A）
- 0歳児ママ限定ガチナンパ! 甘〜いミルクたっぷりのぷるぷるおっぱいで童貞君に授乳筆おろししてもらえませんか? ベビーカーで眠る赤ちゃんが起きないよう声我慢する優しいママにぬぷぬぷ抜き挿し! 出産以来のご無沙汰ま●こにたっぷり生中出し!（5月25日、S級素人）
- 妻の友人が水着モデルを始めました（6月7日、F&A）
- 『ダメ!今、動いたら…やめられなくなっちゃう!』 童貞でオナニーばかりしている僕を不憫に思った義理の母ちゃんが「最後までは出来ないけど擦り付けるだけだったらいいよ」まさかの素股OK! 絶対に挿れたい僕はチ○ポがクリトリスに当たるように腰をグラインドして母ちゃんがイった瞬間ヌルズボッ!抜くスキを与えない激しいモンキーピストンセックスで中出しまでしちゃいました!!（6月19日、ヴィーナス）
- マジックミラー号で口説けなく下車したガードが固い素人娘が超強力媚薬で身体をくねらせ豹変イキ しまいにはキスだけで失禁アクメ!（6月21日、SODクリエイト）※「ゆうか」名義
- ニーハイ超ミニスカ制服が導入された学校に男は僕1人 完全主観でたっぷりオナサポ!じっくりハーレム中出しSEX!!（6月21日、ROCKET）
- またパンツ食い込んじゃった! パンツ食い込みを直しているところを見られ恥ずかしがりつつも興奮しちゃった女子学生（6月21日、SWITCH）
- お見舞いに来てくれた知り合いの妹がいつのまにかオトナの女性に。成長した胸が服にフィットし乳首ぽっちがこんにちは。友達がいなくなったことをいいことに妹に性処理依頼をしたら、激しい騎乗位でしっかり中出しさせてくれた!!（6月22日、SCOOP）
- テキーラで酔いつぶれた常連女性客を持ち帰りバレないように泥酔種付け!!（6月29日（レンタル）/7月6日（セル）、LEO）
- 制服女子ばかりを狙う悪徳医師の乳首こねくり健康診断（6月25日、変態紳士倶楽部）
- 完全アナタ目線の女子が密着素股コキ! 極限まで感度を高められ大量射精!（7月1日、変態紳士倶楽部）
- －セックスが溶け込んでいる番組－ 「常に性交」サスペンス劇場（7月12日、SODクリエイト）
- 民泊始めた俺の実家にバカンス中の日焼けOL達が宿泊中!!（7月13日、BAZOOKA）
- 巨乳ギャル限定 in summer! ビーチで盛り上がっていたチ●ポを見たがる水着ギャル4人組を海ナンパ! 目の前で勃起させたらノリノリで中出し大乱交しちゃいました!（7月25日、ナンパJAPAN）
- 「すっ好きな武将キャラは諸●亮です…」とか言ってる地味でオクテでオタな彼女さんを、彼氏に内緒でしつこくクドいて少しずつ脱がせて最終的に大好きホールド＆あへ顔ダブピーいただきました! ※ついでに気持ち良すぎて「別れます宣言」も…(汗)。（8月7日、JET映像）※「祐奈」名義
- SOD女子社員 これぞ真夏の超羞恥! シャツもマ○コも透け透けびしょ濡れ! 全員Eカップ以上! 美巨乳揃いの女子社員水泳大会2018（8月9日、SODクリエイト）※「五十嵐舞美」名義
- 夏祭りナンパ ソイヤ!ソイヤ! お祭りふんどし巨尻女が初めての神輿フェラ、ふんどしピストン騎乗位チャレンジ ふんどしズラしてチ○ポコ挿入杭打ちピストン騎乗位でザーメン中出し（8月9日、ROCKET）
- めちゃくちゃ妊娠しやすそうな爆乳女子に強制中出し 4（8月10日、BAZOOKA）
- 小悪魔挑発美少女（9月1日、MARRION）
- 「初めてが私で本当にいいんですか?」 天使のような素人娘が童貞君を優しくHに筆下ろし 32名収録8時間スペシャル!!（9月6日、SODクリエイト）
- 顔出し!女子大生限定 ザ・マジックミラー 徹底検証! リア友の素人大学生が2人っきりの密室内で初めての相互オナニー in池袋 5 恋人にも見せたことのない公開オナニーで火照り出した友達を間近で見てしまった2人は友情よりも性欲を選びSEXをしてしまうのか? 人生初の真正中出しスペシャル!（9月7日、ディープス）
- 私立パコパコ女子大学 女子大生とトラックテントで即ハメ旅 12（9月14日、プレステージ）※「ゆな」名義
- 世界で一番セクシーなハイレグ&Tバックの巨乳ピチコスで気持ち良すぎるSEX（9月19日、ROOKIE）
- 異世界ファンタジー 褐色美女と連続中出し性交（9月28日、TMA）
- SEXの逸材。 VOL.25 ドスケベ素人の衝撃的試し撮り 性癖をこじらせてプレステージに自らやって来た本物素人さん達の顛末。（9月21日、プレステージ）※「ゆうな」名義
- 『愛し合う夫婦が残したいメモリアルヌードフォト』と題された雑誌の企画と妻を騙し、絶倫チ○ポ男と素肌密着偽撮影会で寝取られ検証!! 旦那よりも若くてカチカチに反り返ったチ○ポがマ○コまで3cmに超接近して奥さん急激欲情!? 3（10月5日、DOC）
- 奴隷闇市 競り落とされる女たち（10月5日、バミューダ）
- SOD女子社員 2018（裏）水泳大会 ローションプールでシャツもマ○コも全身ヌルヌルハレンチ大特訓!!（10月11日、SODクリエイト）※「五十嵐舞美」名義
- 催眠洗脳された美人妻は嫌がりながらも淫乱ビッチになっていた（10月25日、ダスッ!）
- 妻の友人が我が家で喰い込み仮装パーティーを始めました（10月25日、F&A）
- 街角シロウトナンパ! vol.30 ガールズバー編（10月26日、プレステージ）※「まりあ」名義
- 出会い系やりまくって特に可愛かった娘とのH動画を撮って売ってみた。 03（11月9日、SCOOP）
- VR新宿ナンパ 5名の素人女性たち 駅周辺でVR体験ナンパを実施! VRゴーグルをした素人娘は完全無防備状態でパンチラ・ブラチラ見放題!そのまま雪崩れ込みSEXできちゃった映像をAVで出しちゃった!（11月15日、ナンパーズ）
- 妻の連れ子の初々しい躰に我慢できず手を出してしまい義理の娘を何度もイカせる近親中出しSEX（11月16日、DOC）
- タイガー小堺監督の人気AV女優人生相談 vol.2 AV女優の素の顔を見てみませんか?（11月22日、SODクリエイト）
- TSFふたなり潜入捜査官（11月22日、ROCKET）
- 新感覚 健康×フィットネス風俗 Vol.2（11月22日、F&A）
- やさしく触れてくれますか? ほがらか美少女のエロスがむき出しになるSEX（12月1日、S-Cute）
- バトル・オブ・レズビアンズ～格闘ではない新たなレズ対決の新境地へ～ (12月6日、ROCKET)
- 町医者老人の顔舐め中出し変態カルテ（12月20日、グローリークエスト）

- 美大生の巨乳娘 お父さんにヌードモデルをお願いしたら興奮して中出しされました。（1月1日、プラネットプラス）
- 教師失格 マゾ堕ち孕ませ肉便器 ～中出し専用～（2月7日、サディスティックヴィレッジ）
- 小悪魔女王蹂躙地獄 Episode-3: 紅の新星を嬲り尽くす残虐拷問ゲーム（2月25日、BabyEntertainment）
- 出会い系で見つけた弟の嫁（3月1日、プラネットプラス）
- 「お願い! 泊めて?」上京した僕の家に泊まりに来た妹が知らぬ間に美少女に!? 無防備な薄着で寝る妹のピチピチのカラダに興奮した兄は…（3月1日、プレステージ）
- 超ガン見フェラ 4 ～イキ顔＋潤んだ瞳でジっと見つめ合い、白濁液尽きるその時までその目を離さない～（3月1日、SEX Agent/妄想族）
- 高級オイルエステ 人妻拘束M絶頂レズ（3月15日、ピーターズ）
- 「おばさんが何回でも勃たせてあげる!!」素人熟女妻たちによる童貞筆下ろし 9  ALL2連続生中出し（4月19日、クリスタル映像）
- 快楽発狂ぶっ飛び女体!! 全方位型くすぐり発狂クリ膣アクメ ～完全撮り下ろし8人の地獄絵図～（4月25日、BabyEntertainment）
- 最高に気持ちいい! アナル舐め手コキ（5月2日、グローリークエスト）
- 膣壁が嫉妬するパンストの使い方。～パンストに包まれ、パンストに出す、パンストの新しい在り方～（5月25日、SEX Agent/妄想族）
- 石川祐奈×SUKESUKE＃004（6月7日、プレステージ）
- 完全プライベート映像 奇跡の美BODY娘 石川祐奈と初めての二人きり泥酔ラブホお泊まり (7月7日、パコパコ団とゆかいな仲間たち/妄想族)
- 秘書in… (脅迫スイートルーム) (8月30日、ドリームチケット)
- ドMで変態クソエロボディーの脳みそバグ子ちゃん (10月19日、チキチキカマー/妄想族)
- 放課後円光 生ハメ中出し女子○生 (10月25日、ホームルーム/妄想族)
- あなただけに見て欲しい誘惑淫語オナニー（12月5日、グローリークエスト）

### 女性向けアダルトDVD
- 素直になれない恋人たち 3rd season（2019年3月7日、SILK LABO）

### アダルトVR
- VR史上初! 添い寝目線VR! 寝ながら彼女とイチャイチャ側位エッチ!（1月26日、SODクリエイト）
- あなたに甘えてくる可愛いすぎる美女とのなんとも羨ましいラブいちゃ中出しエッチ!（3月7日、クリスタル映像）
- 相席居酒屋でナンパした巨乳OL2人組をお持ち帰り。 マッサージと過激なエロゲームでスキンシップ取っていたら女子が欲情してボクの上に跨り自分勝手に腰を振って… 挙句の果てに夢の4Pセックスできた!（3月15日、変態紳士倶楽部）
- キスから始まる超絶倫彼女のラブラブ｢チュッチュッチュウ〜｣ 5体位で最後は中出しSEX（3月20日、ケイ・エム・プロデュース）
- 泥酔彼女とケンカの後仲直りSEX（3月31日、ブイワンVR）
- ビジュアル最高+スタイル抜群+性格最強の彼女とラブラブ鍋! 本気で酔ってしまった彼女はいつもよりエッチになりLOVELOVEセックス! 裸エプロンでバックハメ特典有り（4月4日、ケイ・エム・プロデュース）
- 家族で男は僕ひとり! 「4人姉妹と連続セックス朝生活」（4月6日、SODクリエイト）
- 耳元で囁くWバイノーラル 淫語責め唾たらし焦らし寸止め 教え子女子○生耳舐め痴女ハーレム（4月20日、SODクリエイト）
- 着やせ美巨乳と絶対領域をみせつけてくる無防備すぎる幼なじみとまさかの密着生中出しSEX（4月21日、ケイ・エム・プロデュース）
- イチャイチャラブラブクッキング!料理だけじゃなくてSEXもしよ?（5月12日、ケイ・エム・プロデュース）
- ピザ屋最前線!! もしも、僕がピザ屋の店員で、巷で噂のエッチな女の子の自宅にピザを届けたら、偶然のラッキースケベがとまらない…?? 「ピザ屋でバイトをはじめて良かったー 働くといいことあるよ!!社会貢献VR!!」（5月17日、ケイ・エム・プロデュース）
- 卒業旅行で高級ホテルに泊まりに来たイマドキJD相手にラッキースケベ＆逆ナン体験!そのまま男の部屋に上がり込むと好奇心旺盛な女子大生はオトナな関係を求め、あの手この手でエロい展開に持ち込もうとしてくる!!（5月29日、SCOOP）
- JOI ドキドキさせるコスチュームであなただけを見つめて語りかける極上オナニーサポート（5月30日、ケイ・エム・プロデュース）
- Fカップ彼女とイチャラブSEX 会う度に好きになっちゃう 抱き合い何度もキス 献身的なフェラ、M字開脚させて激しい手マンと乳揉みで絶頂させ対面で激しく腰振り「好きだよ…キスして」キスの嵐「イクイク!」痙攣昇天 お掃除フェラ中も射精（6月2日、ブイワンVR）
- 男子がとても少ない僕の学校では女子の力が圧倒的。 真面目な僕をパンチラ・胸チラで挑発し遊ぶ女子たちに思わず勃起! 意外に大きい僕のチ●ポを見た女子たちは興味津々で…（7月31日、TMA）
- 黒ギャル女子●生たちとハーレム中出し性交 〜修学旅行中に相部屋のイケメンの友達目当てに部屋に来た黒ギャルグループに僕は童貞を奪ってもらい何度も中出しセックスさせてもらった〜（8月31日、TMA）
- 嫌な顔されても見せてもらいたいおパンツVR（9月30日、TMA）
- 【Fitch肉感VR】 巨乳OL限定! 悪徳産業医の女体観察健康診断 「えっ!そんなところまで触るんですか?」と怪しまれるが診察と今後の予防の為だと納得させて全身まさぐり! 口腔・乳房・膣・肛門を徹底的に調べ上げて原因を究明するための生中出しSEX治療!（10月13日、Fitch）
- 宅配ピザを届けに行ったら、スタイル抜群の美女がお風呂上りでバスタオル一枚で応対!そのバスタオルがバサッと落ちてしまい…（10月30日、ケイ・エム・プロデュース）
- ピザ屋の出前とツ●スターゲームとラッキーSEXと（11月16日、ケイ・エム・プロデュース）
- 何度も唾液まみれのキス交じり合わせ美巨乳と美アナルを見せつけながら生挿入、自ら腰を振りまくってイキまくる 朝ズボっラブラブ中出しSEX（11月22日、こあらVR）
- 「先輩ずっと好きでした! つき合ってください 」石川祐奈ちゃんがマジ告白! つき合う前に突き合って中出しちゃいましたww（12月14日、こあらVR）

- 超どストライクすぎる女友達2人と宅飲みから川の字で寝ることに!? 宅飲みでエロ盛り上がり、興奮したまま3人で寝ると両サイドのエロ美しすぎる寝相! ボクは眠れず興奮していると目を覚ましたエッチな二人と… 夢の密着ハーレム3P（1月18日、DOC VR）
- HQ高画質対応 淫化催眠強制和姦（2月22日、CASANOVA/フランソワ）
- 目の前に広がるプッニプニモリマン（3月1日、ROOKIE VR）
- ランジェリー & パンストが目の前に広がるVR（3月8日、ROOKIE VR）
- 「えっ! 俺のオナニー見てたの!?」 兄のオナニーをガン見して興奮した妹と相互オナニー!? 我慢できずに両親には内緒の兄妹連続中出しSEX!!（3月15日、DOC VR）
- 目の前でお尻をガッツリ開いて丸見えアナルをフリフリしてくれるVR（4月11日、ROOKIE VR）
- HQ超画質革命! デリヘル嬢ゆうなちゃんがそっけない塩対応過ぎなので媚薬飲ませてみたら唾液ダラダラおしっこお漏らし! おっぱい揉むだけでイキ狂う獣に豹変! クリ責めアへ顔イキ! フェラパイズリ生挿入! 対面、背面座位、騎乗位、正常位で痙攣失神絶頂!!（4月23 日、こあらVR）
- 目の前で女の子がバイブをマ○コにズポズポ入れてイッちゃうVR（4月26日、ROOKIE VR）
- HQ高画質対応 働く女達の性事情 ～久しぶりだから我慢できなくて～（5月10日、CASANOVA/ピエール）
- HQ高画質対応 一度体験したらもう戻れない! 不倫ヘルス スペシャル（5月31日、CASANOVA/フランソワ）
- 早くイカせてください! 10回以上寸止め焦らされたマ●コは10倍以上の快感が爆発!（6月1日、TEPPAN VR）
- わずか数分で立場逆転?! さっきまで涙目で許しを請うてた万引き妻がGメンが退室した途端、「シテあげてもいいよ」と上から目線で痴女責めしてくる逆レイプ交渉（8月9日、ワープエンタテインメント）
- アナル悪戯VR（12月24日、ワープエンタテインメント）

### イメージDVD
- puti poti de chouchou（2018年3月30日、スパイスビジュアル）※「広瀬はるな」名義

## 出演

### テレビ
- 魚拓と成瀬のツキとスッポンぽん #196,#197（2018年6月3日,10日、パチ・スロ サイトセブンTV）

### 映画
- ばるぼら（2020年11月20日、イオンエンターテイメント）